# Rågholmen, Lojo
Rågholmen, finska: Ruissaari, är en ö i Finland. Den ligger i sjön Lojo sjö och i kommunen Lojo i den ekonomiska regionen  Helsingfors  och landskapet Nyland, i den södra delen av landet, 50 km väster om huvudstaden Helsingfors. Öns area är 5,7 hektar och dess största längd är 0,6 kilometer i nord-sydlig riktning.